# Delias oktanglap
Delias oktanglap is een vlindersoort uit de familie van de Pieridae (witjes), onderfamilie Pierinae.
Delias oktanglap werd in 1990 beschreven door van Mastrigt.